# Solanum turgidum
Solanum turgidum är en potatisväxtart som beskrevs av Sandra Diane Knapp. Solanum turgidum ingår i släktet skattor som ingår i familjen potatisväxter. Inga underarter finns listade i Catalogue of Life.